# Adela de Torrebiarte
Adela Ana María del Rosario Camacho Sinibaldi de Torrebiarte (Ciudad de Guatemala, 30 de marzo de 1949–Ibidem, 15 de diciembre de 2020) fue una política guatemalteca, se desempeñó como ministra de Gobernación entre 2007 a 2008, siendo la primera mujer en ocupar el cargo. También fue diputada al Congreso en 2020, comisionada presidencial para la reforma policial de 2012 a 2018 y presidenta del Comité de Regularización de Federación Nacional de Fútbol de Guatemala de 2016 a 2017. Participó en las elecciones presidenciales de 2011 y fue candidata a la vicepresidencia en 2015 luego de la renuncia de Roxana Baldetti.

## Biografía
Adela de Torrebiarte nació el 30 de marzo de 1949 en la Ciudad de Guatemala, Guatemala. La situación política y económica de Guatemala de ese entonces obligó a Miguel Camacho Labbé, padre de Adela de Torrebiarte, a infiltrarse en el Movimiento de Liberación Nacional. Miguel Camacho tuvo que huir a El Salvador, y estuvo exiliado durante casi seis meses. Torrebiarte estudió la primaria en el Colegio Capoulliez, y la secundaria en el Instituto de La Asunción, ambos colegios de la Ciudad de Guatemala.
En el año 1968 contrajo matrimonio con Luis Pedro Torrebiarte Lantzerdörffer, con quien procreó dos hijos: Luis Pedro Torrebiarte Camacho y María Inés Torrebiarte Camacho. En 1972, Adela y su familia se mudaron a Syracuse, Nueva York, Estados Unidos. En su estadía en Estados Unidos, tomó la carrera de licenciada en filosofía y letras y, el 20 de octubre de 1976, recibió el título que la acredita profesionalmente. Ese mismo año regresó a Guatemala.
En 1977 se inscribió en varias universidades para estudiar Historia del Arte, en la cual tuvo la oportunidad de pintar junto al artista guatemalteco Manolo Gallardo. En 1986 fue parte de la junta directiva de la subasta de arte Juannio, donde tuvo una trayectoria de actividad de ocho años; ocupó esa presidencia en reiteradas ocasiones; las subastas estaban dirigidas por el Instituto Neurológico de Guatemala.
Adela de Torrebiarte empezó a generar políticas de seguridad en beneficio de los guatemaltecos y, en 2002, fue nombrada como Comisionada de Presidios. En 2003 ocupó un puesto en el Consejo Asesor de Seguridad.
Camacho de Torrebiarte murió el 15 de diciembre de 2020 como consecuencia de un cáncer pulmonar.

## Política
Adela Camacho de Torrebiarte, en febrero de 2009, surgió iniciativas para crear un nuevo movimiento político: el 29 de agosto de 2010 fundó oficialmente el partido político Acción de Desarrollo Nacional. El 30 de junio de 2011, Adela de Torrebiarte y José Escribano son oficialmente inscritos como candidatos a la presidencia y vicepresidencia de Guatemala en las elecciones presidenciales de Guatemala de 2011.

### Elecciones 2011
El 11 de septiembre de 2011, según los datos oficiales del Tribunal Supremo Electoral de Guatemala, Adela de Torrebiarte, del partido Acción de Desarrollo Nacional, quedó en el décimo y último lugar de los diez candidatos para la presidencia de Guatemala. Con un total de 18 779 votos, que representa un 0.42 % del total de votos, no logró pasar a segunda ronda electoral, sin embargo, apoyó a Otto Pérez Molina.

### Alianza con el PP
El 22 de septiembre de 2011, Adela de Torrebiarte y las bases del partido ADN oficializaron la alianza con el Partido Patriota para llevar a Otto Pérez Molina a la presidencia de Guatemala. El partido Acción de Desarrollo Nacional fue uno de los dos únicos partidos que se unió para apoyar a Otto Pérez Molina en la segunda vuelta electoral celebrada el 6 de noviembre de 2011, dicha vuelta ganada por Pérez del Partido Patriota.

### Comisionada de la Reforma Policial
El 22 de noviembre de 2011, Adela de Torrebiarte fue designada por el presidente de Guatemala Otto Pérez Molina para ocupar el puesto de comisionada presidencial para la Reforma Policial de Guatemala; según Pérez: tomo en cuenta el perfil y las capacidades de Adela de Torrebiarte para dicho cargo. Adela fue una de los dos únicos candidatos presidenciales que apoyó a Otto Pérez Molina en la segunda ronda electoral.